# 蒙热 (朗德省)
蒙热（法語：Monget，法語發音：[mɔ̃ʒɛ]）是法国朗德省的一个市镇，属于蒙德马桑区。

## 地理
蒙热（43°33'58"N, 0°31'14"W）面积5.64 平方千米，位于法国新阿基坦大区朗德省，该省份为法国西南部沿海省份，是法國本土面积第二大的省，北起吉倫特省，西临大西洋，南至大西洋比利牛斯省，东临热尔省，东北与洛特-加龍省接壤。
与蒙热接壤的市镇（或旧市镇、城区）包括：芒村、佩尔、阿尔热特、卡斯泰德康多、马洛萨讷、蒙塔居特、圣梅达尔。

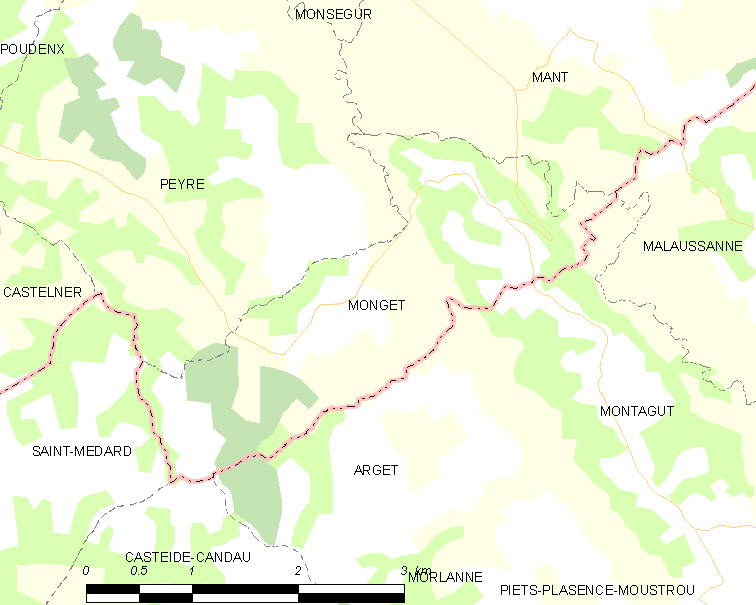
的OSM定位图

蒙热的时区为UTC+01:00、UTC+02:00（夏令时）。

## 行政
蒙热的邮政编码为40700，INSEE市镇编码为40189。

## 政治
蒙热所属的省级选区为沙洛斯-蒂尔桑县。

## 人口

1962-2008年间人口变化图示

蒙热于2022年1月1日时的人口数量为77人。